# Flaxville (Montana)
Flaxville es un pueblo ubicado en el condado de Daniels en el estado estadounidense de Montana. En el Censo de 2010 tenía una población de 71 habitantes y una densidad poblacional de 276,9 personas por km².

## Geografía
Flaxville se encuentra ubicado en las coordenadas 48°48′14″N 105°10′28″O / 48.80389, -105.17444. Según la Oficina del Censo de los Estados Unidos, Flaxville tiene una superficie total de 0.26 km², de la cual 0.26 km² corresponden a tierra firme y (0%) 0 km² es agua.

## Demografía
Según el censo de 2010, había 71 personas residiendo en Flaxville. La densidad de población era de 276,9 hab./km². De los 71 habitantes, Flaxville estaba compuesto por el 92.96% blancos, el 0% eran afroamericanos, el 1.41% eran amerindios, el 0% eran asiáticos, el 0% eran isleños del Pacífico, el 0% eran de otras razas y el 5.63% pertenecían a dos o más razas. Del total de la población el 1.41% eran hispanos o latinos de cualquier raza.